# Asami Seto
Asami Seto (jap. 瀬戸 麻沙美 Seto Asami; ur. 2 kwietnia 1993 w prefekturze Saitama) – japońska seiyū, pracująca dla agencji StarCrew. Jej pierwszą główną rolą była postać Yoshino Takatsuki w serialu anime Hōrō musuko. Znana jest między innymi z ról Raphtalii w Tate no yūsha no nariagari, Mai Sakurajimy w Seishun buta yarō, Asuki Takizawy w Tropical-Rouge! Pretty Cure, Chihayi Ayase w Chihayafuru, Asagi Aiby w Strike the Blood i Nobary Kugisaki w Jujutsu Kaisen.

## Filmografia

### Seriale anime
2011
- Anohana: The Flower We Saw That Day – Atsumu Matsuyuki (dziecko)
- Chihayafuru – Chihaya Ayase[3]
- Dog Days – Amelita Tremper
- Ro-Kyu-Bu! – Kagetsu Hakamada
- Hōrō musuko – Yoshino Takatsuki

2012
- Rinne no Lagrange – Lan[4]
- Magi: The Labyrinth of Magic – Ri Seishun
- Senki zesshō Symphogear – Aoi Tomosato
- Tari Tari – Konatsu Miyamoto[5]

2013
- Aikatsu! – Raichi Hoshimiya, Shion Kamiya i Mako Miyamoto[6]
- C3-bu – Rin Haruna
- Chihayafuru 2 – Chihaya Ayase
- Cuticle tantei Inaba – Natsuki[7]
- Ro-Kyu-Bu! SS – Kagetsu Hakamada
- Senki zesshō Symphogear G – Aoi Tomosato
- Strike the Blood – Asagi Aiba[8]
- Kakumeiki Valvrave – Shōko Sashinami[9]

2014
- Escha & Logy no Atelier: Tasogare no sora no renkinjutsushi – Wilbell voll Erslied[10]
- Baby Steps – Himeko Sasami
- Haikyū!! – Yui Michimiya
- Mahō sensō – Kurumi Isoshima[11]
- Selector Infected WIXOSS – Iona „Yuki” Urasoe[12]
- Selector Spread WIXOSS – Iona „Yuki” Urasoe
- Witchcraft Works – Ayaka Kagari[13]

2015
- Baby Steps sezon 2 – Himeko Sasami
- Charlotte – Medoki
- Death Parade – Chiyuki
- Shokugeki no Sōma – Miyoko Hōjō[14]
- Monster Musume – Kii[15]
- Overlord – CZ2128 Delta
- Senki zesshō Symphogear GX – Aoi Tomosato
- Tokyo Ghoul √A – Akira Mado
- Urawa no Usagi-chan – Usagi Takasago[16]
- Valkyrie Drive: Mermaid – Charlotte Scherzen[17]

2016
- Bungō Stray Dogs – Ichiyō Higuchi[18]
- Shokugeki no Sōma: Ni no sara – Miyoko Hōjō
- Haruchika – Naoko Serizawa[19]
- Kuromukuro – Mika Ogino[20]
- Macross Delta – Mirage Farina Jenius[21]
- Norn9 – Nanami Shiranui[22]
- Regalia: The Three Sacred Stars – Ingrid Tiesto[23]

2017
- Centaur no nayami – Rino Kimihara
- Shokugeki no Sōma: San no sara – Miyoko Hōjō
- Granblue Fantasy The Animation – Jessica
- Hitorijime My Hero – Kaide-sensei
- Natsume yūjinchō roku – Takuma Tsukiko
- Pokémon: Słońce i Księżyc – Junsar[24]
- Senki zesshō Symphogear AXZ – Aoi Tomosato

2018
- Toji no miko – Yukari Origami[25]
- Kokkoku – Shoko Majima[26]
- Lost Song – Allu Lux[27]
- Sunohara-sō no kanrinin-san – Sumire Yamanashi[28]
- Ongaku shōjo – Eri Kumagai[29]
- Overlord III – CZ2128 Delta
- Seishun buta yarō – Mai Sakurajima[30]
- Sin: Nanatsu no taizai – Uriel[31]
- Tokyo Ghoul:re – Akira Mado

2019
- Assassins Pride – Shinhua Tsvetok[32]
- B-Project: Zecchō Emotion – Tsubasa Sumisora[33]
- Bungō Stray Dogs 3 – Ichiyō Higuchi
- Chihayafuru 3 – Chihaya Ayase
- Isekai Quartet – CZ2128 Delta
- Senki zesshō Symphogear XV – Aoi Tomosato
- Kōya no Kotobuki hikōtai – Leona[34]
- Tate no yūsha no nariagari – Raphtalia[35]

2020
- Isekai Quartet 2 – CZ2128 Delta, Raphtalia
- Jujutsu Kaisen – Nobara Kugisaki[36]
- Odrodzona jako czarny charakter w grze otome, gdzie wszystkie ścieżki prowadzą do złego zakończenia – Gerald Stuart (dziecko)[37]

2021
- Sentōin, hakenshimasu! – Heine
- Kaizoku ōjo – Fena Houtman[38]
- Scarlet Nexus – Kasane Randall[39]
- Heion sedai no idaten-tachi – Pisara[40]
- Tropical-Rouge! Pretty Cure – Asuka Takizawa/Cure Flamingo[41]

2022
- Birdie Wing: Golf Girls’ Story – Aoi Amawashi[42]
- Bleach: Sennen Kessen-hen – Shino Madarame[43]
- Extreme Hearts – Ashley Vancroft[44]
- Musasino! – Usagi Takasago[45]
- Kage no jitsuryokusha ni naritakute! – Alpha[46]
- Tate no yūsha no nariagari 2 – Raphtalia
- Kidō senshi Gundam: Suisei no majo – Sabina Fardin

2023
- Kikansha no mahō wa tokubetsu desu – Azest Kingscrown[47]
- Birdie Wing: Golf Girls’ Story sezon 2 – Aoi Amawashi
- Bullbuster – Arumi Nikaidō[48]
- Ars no kyojū – Tsurugi[49]
- Moja gwiazda – Frill Shiranui
- Technoroid Overmind – Eliza[50]
- Kimi no koto ga dai dai dai dai daisuki na 100-nin no kanojo – Nano Eiai[51]
- Megami no Cafe Terrace – Akane Hōōji[52]
- Tate no yūsha no nariagari 3 – Raphtalia
- Yuri to moja praca! – Nene Saionji[53]

2024
- Kaiju No. 8 – Mina Ashiro[54]
- Cicha piosenka o miłości – Yori Asanagi[55]

### Filmy anime
- Death Billiards (2013) – Chiyuki
- Girls und Panzer der Film (2015) – Kinuyo Nishi
- Ongaku shōjo (2015) – Eri Kumagai[56]
- The Laws of The Universe Part 0 (2015) – Anna[57]
- Pop In Q (2016) – Isumi Kominato[58]
- Selector Destructed WIXOSS (2016) – Iona „Yuki” Urasoe
- Haikara-san ga tōru (2017, 2018) – Tamaki Kitakōji
- Macross Delta Movie: Passionate Walküre (2018) – Mirage Farina Jenius
- Seishun buta yarō wa yumemiru shōjo no yume o minai (2019) – Mai Sakurajima[59]
- Date A Live Fragment: Date A Bullet (2020) – Yui Sagakure[60]
- Kōkyōshihen Eureka Seven Hi Evolution (2021) – Ex Tora[61]
- Macross Delta Movie: Zattai Live!!! (2021) – Mirage Farina Jenius
- Dom na falach (2022) – Natsume Tonai[62]
- The First Slam Dunk (2022) – Ayako[63]
- Seishun buta yarō wa odekake Sister no yume o minai (2023) – Mai Sakurajima[64]

### OVA
- Code Geass: Bōkoku no Akito (2012) – Ferirri Baltrow
- Hori-san to Miyamura-kun (2012–21) – Kyoko Hori[65]
- Under the Dog (2016) – Anthea Kallenberg
- Strike the Blood II (2016–17) – Asagi Aiba
- Kidō senshi Gundam: The Origin (2017) – Fan Li
- Strike the Blood III (2018–19) – Asagi Aiba
- Strike the Blood IV (2020–21) – Asagi Aiba
- Strike the Blood V (2022) – Asagi Aiba

### ONA
- Double Circle (2013) – Akane[66]
- B: The Beginning (2018) – Lily Hoshina[67]
- B: The Beginning Succession (2021) – Lily Hoshina
- Ganbare Dōki-chan (2021) – Senpai-san[68]
- Gwiezdne wojny: Wizje – Oblubienica (2021) – F[69]
- Thermae Romae Novae (2022) – Mami Yamaguchi[70]
- Yakitori: Żołnierze niedoli (2023) – Zi Han Yan[71]
- Bastard!! Sezon 2 (2023) – Shella E. Lee[72]

### Gry wideo
2010
- Chaos Rings – Alto

2012
- Atelier Ayesha: The Alchemist of Dusk – Wilbell voll Erslied
- E.X. Troopers – Suage
- Street Fighter X Tekken – Lili

2013
- Atelier Escha & Logy: Alchemists of the Dusk Sky – Wilbell voll Erslied
- NORN9 – Shiranui Nanami
- Corpse Party 2: DEAD PATIENT – Ayame Itou

2014
- Atelier Shallie: Alchemists of the Dusk Sea – Wilbell voll Erslied
- Tales of Link – Kana
- Shining Resonance – Sonia Blanche

2015
- Granblue Fantasy – Jessica
- Grand Sphere – Princess Stella
- 7th Dragon III Code: VFD – Rika

2017
- Kantai Collection – Gangut/Oktyabrskaya Revolyutsiya and Kamoi
- Fire Emblem Heroes – Linde
- Magia Record: Puella Magi Madoka Magica Side Story – Asuka Tatsuki
- Azur Lane – FNFF Saint Louis i SN Sovetskaya Belorussiya

2018
- Toaru Majutsu no Virtual On – Othinus
- Girls’ Frontline – Contender i IWS 2000
- Schoolgirl Strikers 2 – Aoi Uraba[73]

2019
- Another Eden – Hisumena
- A Certain Magical Index: Imaginary Fest – Othinus

2020
- Arknights – Ceobe
- TOUHOU Spell Bubble – Alice Margatroid

2021
- Scarlet Nexus – Kasane Randall[74]
- Granblue Fantasy – Azusa
- Genshin Impact – Kujou Sara[75]
- Dead or Alive Xtreme Venus Vacation – Elise
- Blue Archive – Hasumi Hanekawa

2022
- Eve: Ghost Enemies – Lisa[76]
- Ghostwire: Tokyo – Mari

2023
- Fate/Grand Order – Kashin Koji
- Path to Nowhere – Corso[77]

### Dubbing

#### Live action
- Annabelle wraca do domu – Mary Ellen (Madison Iseman)[78]
- Źle się dzieje w El Royale – Emily Summerspring (Dakota Johnson)[79]
- Obecność 3: Na rozkaz diabła – Debbie Glatzel (Sarah Catherine Hook)[80]
- Doktor Dolittle – Queen Victoria (Jessie Buckley)
- Święta w El Camino – Kate Daniels (Michelle Mylett)[81]
- W starym, dobrym stylu – Brooklyn Harding (Joey King)[82]
- Gęsia skórka – Hannah (Odeya Rush)[83]
- Plotkara – Luna La (Zión Moreno)[84]
- Rycerze Zodiaku – Marin the Eagle Knight (Caitlin Hutson)[85]
- Córka  – Young Leda Caruso (Jessie Buckley)
- Papierowe miasta – Lacey Pemberton (Halston Sage)[86]
- The 100 – Clarke Griffin (Eliza Taylor)[87]

#### Animacje
- Carmen Sandiego – Carmen Sandiego[88]